# Cardiomiopatie
Cardiomiopatiile sunt un grup de boli care afectează mușchiul cardiac.Tipurile de cardiomiopatie includ: cardiomiopatia hipertrofică, cardiomiopatia dilatativă, cardiomiopatia restrictivă, displazia aritmogenă de ventricul drept și cardiomiopatia takotsubo (sindromul "inimii frânte").  În cardiomiopatia hipertrofică, mușchiul cardiac se mărește și se îngroașă.  În cardiomiopatia dilatativă, ventriculii se măresc și devin mai slabi.  În cardiomiopatia restrictivă, ventriculul devine rigid. 
Inițial, simptomele pot fi reduse sau absente.  Pe măsură ce boala se agravează, pot apărea scurtarea respirației, senzație de oboseală și umflarea picioarelor, asociate cu debutul insuficienței cardiace.  De asemenea, pot apărea un ritm neregulat al inimii și leșin.  Bolnavii prezintă un risc crescut de moarte subită cardiacă. 
În multe cazuri, cauza nu poate fi identificată.  Cardiomiopatia hipertrofică este de obicei moștenită, în timp ce în cardiomiopatia dilatativă, componenta ereditară este importantă doar în aproximativ o treime din cazuri.  Cardiomiopatia dilatativă poate rezulta, de asemenea, din consumul cronic de alcool, ingestia de metale grele, prezența bolii coronariene, consumul de cocaină și anumite infecții virale .  Cardiomiopatia restrictivă poate fi cauzată de amiloidoză, hemocromatoză și unele tratamente pentru cancer.  Cardiomiopatia takotsubo este cauzată de stres emoțional sau fizic extrem. 
Tratamentul depinde de tipul de cardiomiopatie și de gravitatea simptomelor.  Tratamentele includ modificări ale stilului de viață, tratament medicamentos, intervențional și chirurgical.  Chirurgia poate include implantarea unui dispozitiv de asistare ventriculară și transplantul de cord.  În 2015, cardiomiopatia post-miocardită a afectat 2,5 milioane de oameni.  Cardiomiopatia hipertrofică afectează aproximativ 1 din 500 de persoane, în timp ce cardiomiopatia dilatativă afectează 1 din 2.500.   Displazia aritmogenă de ventricul drept este mai frecventă la tineri. 

## Semne și simptome

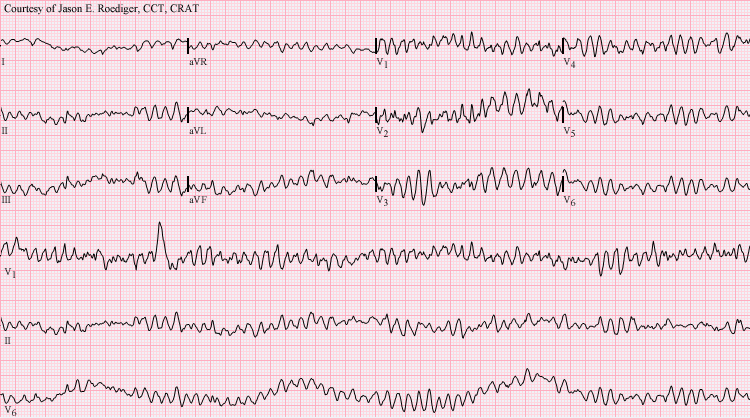
Aritmie (fibrilație ventriculară) observată pe ECG

Simptomele cardiomiopatiilor pot include oboseală, umflarea extremităților inferioare și scurtarea respirației la efort. Alte simptome ale afecțiunii pot include aritmia, leșinul și amețeala. 

## Cauze
Cardiomiopatiile sunt fie limitate strict la inimă, fie fac parte dintr-o afecțiune sistemică generalizată, ambele variante ducând adesea la moarte de cauză cardiovasculară sau la invaliditate progresivă prin insuficiență cardiacă. Pentru diagnostic trebuie excluse alte afecțiuni care determină disfuncția mușchilor cardiaci, cum ar fi boala coronariană, hipertensiunea arterială și anomaliile valvelor cardiace.  Adesea, cauza de bază rămâne necunoscută, dar în multe cazuri cauza poate fi identificată.  Alcoolismul, de exemplu, este o cauză cunoscută a cardiomiopatiei dilatative, ca și toxicitatea anumitor medicamente și anumite infecții (inclusiv Hepatita C).    Boala celiacă netratată poate provoca cardiomiopatii, care pot fi complet vindecabile printr-un diagnostic precoce.  Pe lângă cauzele dobândite, biologia moleculară și genetica au dus la recunoașterea inclusiv a cauzelor genetice.   
Totuși, clasificarea cardiomiopatiilor în „hipertrofică”, „dilatativă” și „restrictivă”  este dificil de aplicat în practica clinică, întrucât unele cazuri pot fi încadrate în mai mult de una dintre categorii într-un anumit stadiu al dezvoltării bolii. Definiția actuală American Heart Association împarte cardiomiopatiile în primare, care afectează exclusiv inima, și secundare, care apar ca rezultat al altor boli care afectează și alte părți ale corpului. Aceste categorii sunt în continuare împărțite în subgrupuri pe baza cunoștințelor actuale de biologie moleculară și genetică. 

## Mecanism
Fiziopatologia cardiomiopatiilor a fost mai bine înțeleasă la nivel celular odată cu progresul tehnicilor de studiu la nivel molecular. Proteine mutante modifică funcția cardiacă la nivelul aparatului contractil (sau la nivelul complexelor mecanosensibile). Modificările cardiomiocitelor și răspunsurile lor repetate la nivel celular provoacă modificări corelate cu moartea subită cardiacă și alte probleme cardiace. 

## Diagnostic

EKG - morfologie normală

Printre procedurile de diagnostic în cardiomiopatii se numără: 
- Examenul fizic
- Evaluarea antecedentelor heredo-colaterale
- Analize din sânge
- ECG
- Ecocardiografie
- Teste de stres
- Teste genetice

### Clasificare

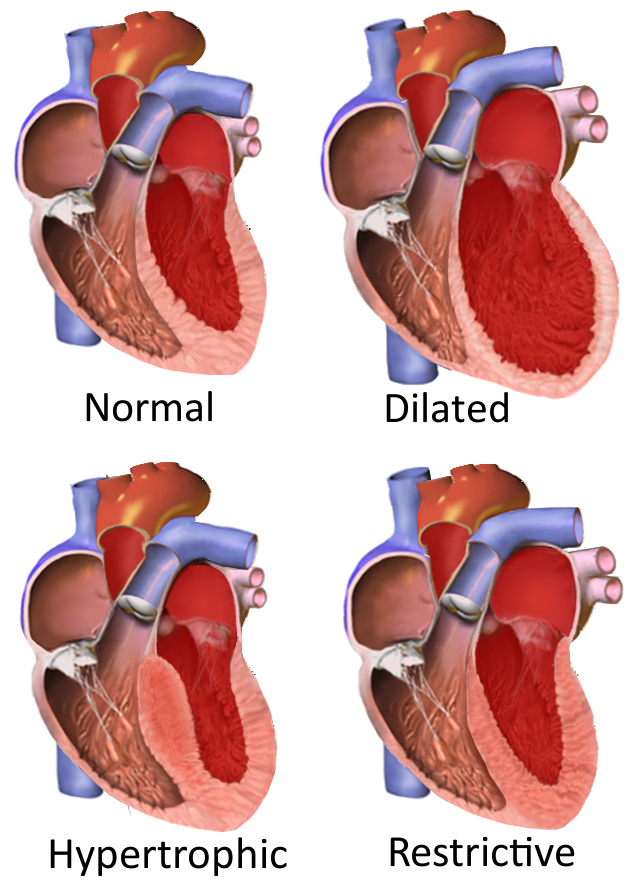
Categorii structurale de cardiomiopatie

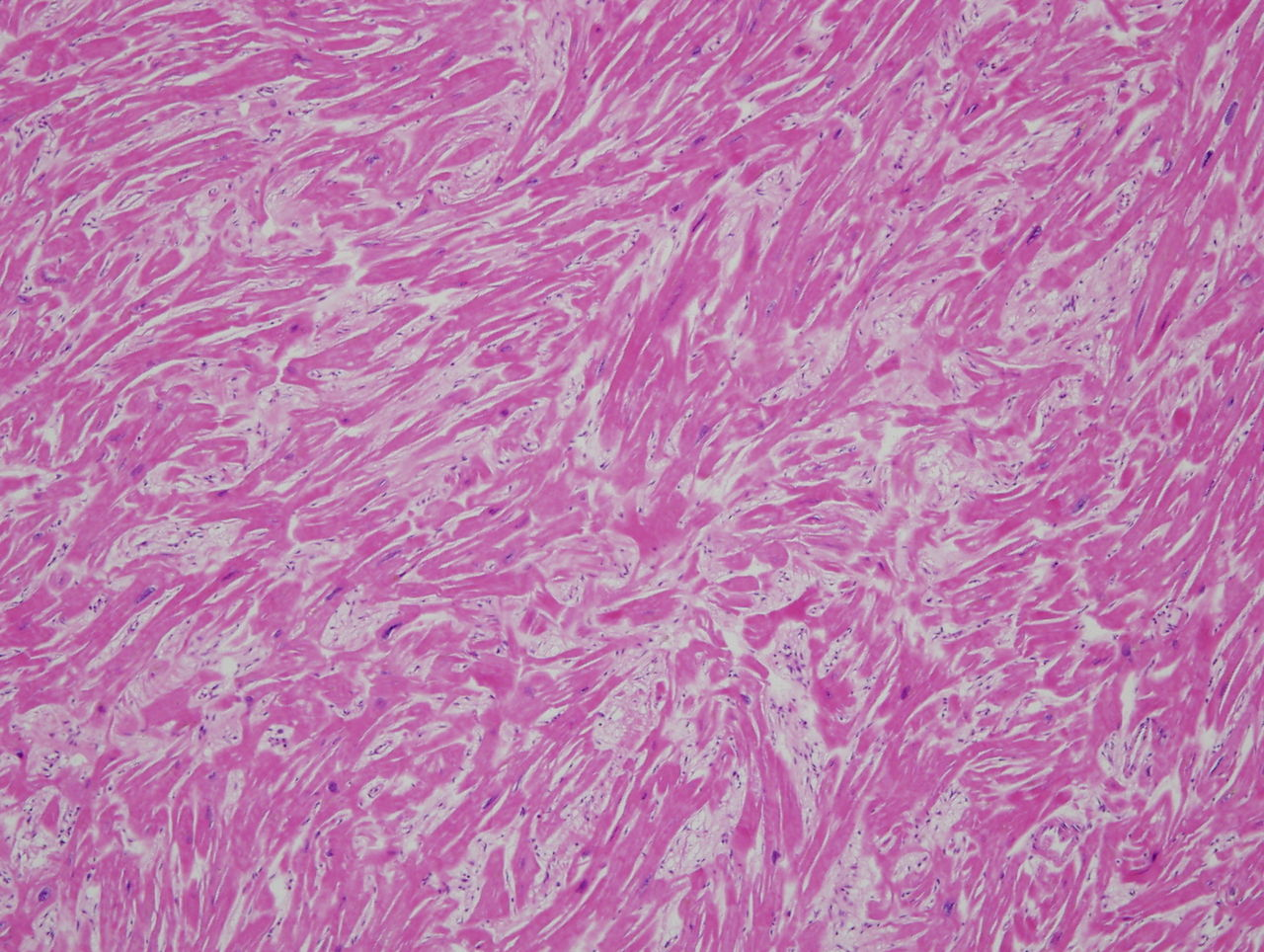
Cardiomiopatie hipertrofică (microscopie optică, colorație Hematoxilină-Eozină)

Cardiomiopatiile pot fi clasificate pe criterii diferite:  
- Cardiomiopatii primare/intrinseci 
  - Ereditare 
    - Cardiomiopatia hipertrofică (CMH)
    - Cardiomiopatia aritmogenă de ventricul drept (CAVD)
    - Ventriculul stâng non-compact
    - Canalopatii
    - Cardiomiopatia dilatativă (CMD)
    - Cardiomiopatia restrictivă (CMR)

  - Dobândite 
    - Cardiomiopatia de stres
    - Miocardita, inflamația și vătămarea țesutului cardiac datorată în parte infiltrării sale de către limfocite și monocite [25] [26]
    - Miocardita eozinofilică, inflamația și vătămarea țesutului cardiac datorată în parte infiltrării sale de către eozinofile [25]
    - Cardiomiopatia ischemică (formal exclusă din clasificare, fiind un rezultat direct al altei probleme cardiace) [24]
- Cardiomiopatii secundare/extrinseci  
  - Metabolice/De stocaj 
    - Boala Fabry
    - Hemocromatoza

  - Endomiocardice 
    - Fibroza endomiocardică
    - Sindromul hipereosinofilic

  - Endocrine 
    - Diabetul zaharat
    - Hipertiroidismul
    - Acromegalia

  - Cardiofacială 
    - Sindromul Noonan

  - Neuromusculară 
    - Distrofia musculară
    - Ataxia Friedreich

  - Alte 
    - Cardiomiopatia asociată obezității [27]

## Tratament
Tratamentul asociază modificări ale stilului de viață, tratament medicamentos, intervențional și/sau chirurgical. Tratamentul depinde de tipul de cardiomiopatie și de starea bolii și poate include medicamente, cardiostimulatoare iatrogene/implantabile în unele cazuri de ritm cardiac lent, cardiodefibrilatoare implantabile pentru prevenția ritmurilor ventriculare fatale și/sau utilizarea unui dispozitiv de asistare ventriculară (LVAD) în caz de insuficiență cardiacă severă. Scopul tratamentului este adesea ameliorarea simptomelor, iar unii pacienți pot necesita în cele din urmă un transplant cardiac. 